# Jimmy López
Pour les articles homonymes, voir López.
Jimmy López, né le 21 octobre 1978 à Lima, est un compositeur péruvien.